# Racetrack (film)
Pour les articles homonymes, voir Racetrack.
Racetrack est un film documentaire américain réalisé par Frederick Wiseman et sorti en 1985.

## Synopsis
Le film s'intéresse au champ de course de Belmont, dans l’État de New York. Il montre tant les coulisses et la nécessaire attention des humains portée aux chevaux que les moments d'adrénaline autour des courses. C'est toute la société qui gravite autour de ce lieu qui est analysée par le réalisateur.

## Fiche technique
- Titre : Racetrack
- Réalisation : Frederick Wiseman
- Photographie : John Davey
- Son : Frederick Wiseman
- Montage : Frederick Wiseman
- Production : Frederick Wiseman
- Société(s) de production : Zipporah Films
- Pays d'origine :  États-Unis
- Langue originale : anglais
- Format : Noir et Blanc — 16 mm
- Genre : documentaire
- Durée : 114 minutes (1 h 54)
- Date de sortie :
  - États-Unis : 1985